# Sister Souljah
Sister Souljah, geboren als Lisa Williamson (New York, 28 januari 1964) is een Amerikaans schrijver, spreker (lezingen) en activist. Ze was onderdeel van de hiphopgroep Public Enemy. In 1992 bracht ze een soloalbum uit. Ze heeft een autobiografie en vier romans geschreven.

## Biografie
Sister Souljah werd als Lisa Williamson geboren in het New Yorkse stadsdeel The Bronx. Tijdens haar school en studie heeft ze veel gereisd in Europa en Afrika. Later ging ze wonen in New Jersey.
In de jaren 90 was ze lid van de hiphopgroep Public Enemy. In 1992 bracht ze haar soloalbum 360 Degrees of Power uit. Door tegenvallend succes werd haar platencontract beëindigd. Tijdens de presidentscampagne in 1992 ontstond een controverse toen Bill Clinton haar naar aanleiding van haar teksten beschuldigde van het aanzetten tot haat tegen en het vermoorden van blanke Amerikanen.
Ze schreef een autobiografie No disrespect (1994) en vier romans The Coldest Winter Ever (1999), Midnight (2008), Midnight and the Meaning of Love (2011) en A Deeper Love Inside (2013).

## Discografie
Album
- 360 Degrees of Power (1992)

Singles
- "The Final Solution: Slavery's Back in Effect" (1991)
- "The Hate That Hate Produced" (1992)